# NGC 307
NGC 307 es una galaxia lenticular de la constelación de Cetus. 
Fue descubierta el 6 de septiembre de 1831 por el astrónomo John Herschel.